# Янковце
Янковце (словац. Jankovce) — село в Словаччині, Гуменському окрузі Пряшівського краю. Розташоване в східній частині Словаччини в південній частині Низьких Бескидів у східній частині долини Ольки.
Уперше згадується у 1317 році.
У селі є римо-католицький костел з 1770 року в стилі бароко—класицизму, перебудований в кінці 19 століття.

## Населення
| Рік:            | 1994. | 2004.   | 2014.   | 2024.   |
| --------------- | ----- | ------- | ------- | ------- |
| Кількість осіб: | 279   | 268     | 272     | 269     |
| Різниця:        |       | -3,94 % | +1,49 % | -1,10 % |

| Рік:            | 2023. | 2024.   |
| --------------- | ----- | ------- |
| Кількість осіб: | 270   | 269     |
| Різниця:        |       | -0,37 % |

У селі проживає 268 осіб.
Національний склад населення (за даними останнього перепису населення — 2001 року):
- словаки — 100,0 %.

Склад населення за приналежністю до релігії станом на 2001 рік:
- римо-католики — 97,89 %,
- греко-католики — 2,11 %.